# Szellemekkel suttogó
A Szellemekkel suttogó (eredeti cím: Ghost Whisperer) egy amerikai dráma-fantasy-thriller sorozat, amely 2005. szeptember 23-án indult a CBS csatornán. A sorozatot John Gray ötlete alapján készítették. A főszerepben Jennifer Love Hewitt, David Conrad és Camryn Manheim játszik, ezenfelül korábbi szereplők közé sorolható Aisha Tyler és Jay Mohr. A sorozat az Egyesült Államokban péntek esténként volt látható. Magyarországon először a TV2 mutatta be 2007. november 29-én, később az AXN és a Sorozat+ is műsorra tűzte.
2010. május 18-án hivatalosan is bejelentették, hogy az ötödik évad után nem folytatódik a sorozat.

## Cselekmény
A műsor címe a főszereplő, Melinda Gordon (Jennifer Love Hewitt) természetfeletti képességére utal, miszerint látja, hallja a halottak szellemeit, és beszélhet is velük. A történetek egy kis városkában játszódnak, amit Grandview-nak hívnak. Melinda itt lakik Jimmel, a férjével. Az epizódokban nem a borzongatás a lényeg, hanem az élők és holtak (általában) rokoni kapcsolataiban fennálló problémák közös megoldása, amikben Melinda közvetítőként működik.
Amikor Melinda segít a szellemeknek átkelni mindegyikük meglátja a "fényt". A sorozatban a fényt egynek tekintik a Mennyországgal. A nézők számára ez mind nem látható viszont akadnak kivételek például ezekben az epizódokban: Eltűntek (1. évad, 20. rész), Az egyetlen (1. évad, 22. rész), Szellem a pályán (2. évad, 10. rész), és a A gyülekezés (2. évad, 22. rész).
A fényről annyit lehet tudni, hogy aki átlépi a határát, boldogsággal, szeretettel telik meg. Akadnak viszont olyan lelkek, szellemek akiket a gonosz ragad el, a legtöbb elhunyt azonban fényt választja.
A szellemek nem mindegyike kel át a fénybe, néhányan a sötét oldalt választják, ami betudható annak is, hogy életükben rossz életet választottak.
A sötét oldalt a sorozatban egynek tekintik a pokollal. Akik ide kerülnek, utálatnak és haragnak lesznek kitéve. Rengeteg negatív energiát halmoznak fel, és ezt másokra is könnyű szerrel átvezethetik, ezáltal melankóliát, szomorúságot keltve.

## Szereplők, alkotók
| Szerep                | Színész              | Magyar hang        |
| --------------------- | -------------------- | ------------------ |
| Melinda Gordon        | Jennifer Love Hewitt | Györgyi Anna       |
| Jim Clancy            | David Conrad         | Király Attila      |
| Delia Banks           | Camryn Manheim       | Menszátor Magdolna |
| Ned Banks             | Christoph Sanders    | Timon Barna        |
| Ned Banks             | Christoph Sanders    | Előd Álmos         |
| Eli James professzor  | Jamie Kennedy        | Vári Attila        |
| Rick Payne professzor | Jay Mohr             | Háda János         |
| Andrea Marino         | Aisha Tyler          | Agócs Judit        |

Rendező: John Gray író: John Gray forgatókönyvíró: John Gray, David Fallon, Jed Seidel, Emily Fox, John Belluso, Catherine Butterfield, Lois Johnson zeneszerző: Mark Snow operatőr: James Chressanthis vágó: John Duffy, Scott Vickrey.

## Epizódok
| Évad | Évad | Részek száma | Részek száma | Eredeti sugárzás     | Eredeti sugárzás | Eredeti adó | Magyar sugárzás    | Magyar sugárzás    | Magyar adó |
| Évad | Évad | Részek száma | Részek száma | Évadbemutató         | Évadzáró         | Eredeti adó | Évadbemutató       | Évadzáró           | Magyar adó |
| ---- | ---- | ------------ | ------------ | -------------------- | ---------------- | ----------- | ------------------ | ------------------ | ---------- |
|      | 1.   | 22           | 22           | 2005. szeptember 23. | 2006. május 5.   | CBS         | 2007. november 29. | 2008. június 9.    | TV2        |
|      | 2.   | 22           | 22           | 2006. szeptember 12. | 2007. május 11.  | CBS         | 2008. június 10.   | 2008. július 9.    | TV2        |
|      | 3.   | 18           | 18           | 2007. szeptember 18. | 2008. május 16.  | CBS         | 2009. március 18.  | 2009. július 15.   | TV2        |
|      | 4.   | 23           | 23           | 2008. október 3.     | 2009. május 15.  | CBS         | 2009. július 22.   | 2010. október 13.  | TV2        |
|      | 5.   | 22           | 22           | 2009. szeptember 25. | 2010. május 14.  | CBS         | 2010. október 20.  | 2011. november 30. | TV2        |